# 夕日信仰ヒガシズム
『夕日信仰ヒガシズム』（ゆうひしんこうヒガシズム）は、2014年10月29日にソニー・ミュージックアソシエイテッドレコーズより発売された日本のバンド、amazarashiの2枚目のフル・アルバム。

## 概要
通常盤と初回限定盤の2仕様で、初回限定盤には各楽曲に対する詩集、2014年9月9日に東京ドームシティホールで開催された「あまざらし千分の一夜物語 スターライト」で発表した短編小説を上製本にして封入。さらに同ライブ映像の一部が収められたDVDが特典として付属する。
今回収録される全12曲の新曲は、現在HPでリリックビデオを公開中の「スターライト」に加え、これからミュージック・ビデオと共に公開予定の楽曲と3月に行われた劇場上映イベント「1386」や前述のイベントでも演奏された秋田ひろむが親友に向けて歌った楽曲「ひろ」などを収録。

## 楽曲について
ヒガシズム
アルバムタイトルはこの楽曲の歌詞から取られている。
スターライト
楽曲自体はプロデビュー以前から存在していた。2014年9月9日にTOKYO DOME CITY HALLにて開催されたワンマンライブ「千分の一夜物語 スターライト」で初披露された。
歌詞中には宮沢賢治の童話『銀河鉄道の夜』の登場人物、ジョバンニとカンパネルラの名前が登場する。
ベスト・アルバム『メッセージボトル』に収録された。
ひろ
ベスト・アルバム『メッセージボトル』に収録された。

## 収録曲
| 全作詞・作曲: 秋田ひろむ。 |                        |            |            |      |
| #                          | タイトル               | 作詞       | 作曲・編曲 | 時間 |
| 1.                         | 「ヒガシズム」         | 秋田ひろむ | 秋田ひろむ | 4:49 |
| 2.                         | 「スターライト」       | 秋田ひろむ | 秋田ひろむ | 4:44 |
| 3.                         | 「もう一度」           | 秋田ひろむ | 秋田ひろむ | 4:56 |
| 4.                         | 「夜の一部始終」       | 秋田ひろむ | 秋田ひろむ | 1:40 |
| 5.                         | 「穴を掘っている」     | 秋田ひろむ | 秋田ひろむ | 6:14 |
| 6.                         | 「雨男」               | 秋田ひろむ | 秋田ひろむ | 5:42 |
| 7.                         | 「後期衝動」           | 秋田ひろむ | 秋田ひろむ | 1:29 |
| 8.                         | 「ヨクト」             | 秋田ひろむ | 秋田ひろむ | 4:13 |
| 9.                         | 「街の灯を結ぶ」       | 秋田ひろむ | 秋田ひろむ | 3:59 |
| 10.                        | 「生活感」             | 秋田ひろむ | 秋田ひろむ | 2:04 |
| 11.                        | 「ひろ」               | 秋田ひろむ | 秋田ひろむ | 6:59 |
| 12.                        | 「それはまた別のお話」 | 秋田ひろむ | 秋田ひろむ | 5:08 |
| 合計時間:                  | 合計時間:              | 51:57      |            |      |

| #  | タイトル                         | 作詞 | 作曲・編曲 |
| -- | -------------------------------- | ---- | ---------- |
| 1. | 「空っぽの空に潰される」         |      |            |
| 2. | 「つじつま合わせに生まれた僕等」 |      |            |
| 3. | 「美しき思い出」                 |      |            |

## ツアー
2014年11月1日から12月21日にかけて、全国7ヵ所のライブツアー「夕日信仰ヒガシズム」の開催が予定された。東京、大阪、名古屋、福岡、札幌、仙台、新潟の7カ所で開催された。